# کوکوی آفریقایی
کوکوی آفریقایی یا کوکوی خاکستری آفریقایی (نام علمی: Cuculus gularis) گونه‌ای از کوکوها از تیرهٔ کوکویان (Cuculidae) است که در جنوب صحرای آفریقا یافت می‌شود، جایی که در داخل این قاره مهاجرت می‌کند، به‌طور کلی در طول فصل باران در هر منطقه‌ای می‌رسد و زادآوری می‌کند. اتحادیه بین‌المللی حفاظت از طبیعت، آن را پرنده‌ای نسبتاً معمولی و وضعیت حفاظتی آن را به عنوان " کمترین نگرانی " ارزیابی کرده است.

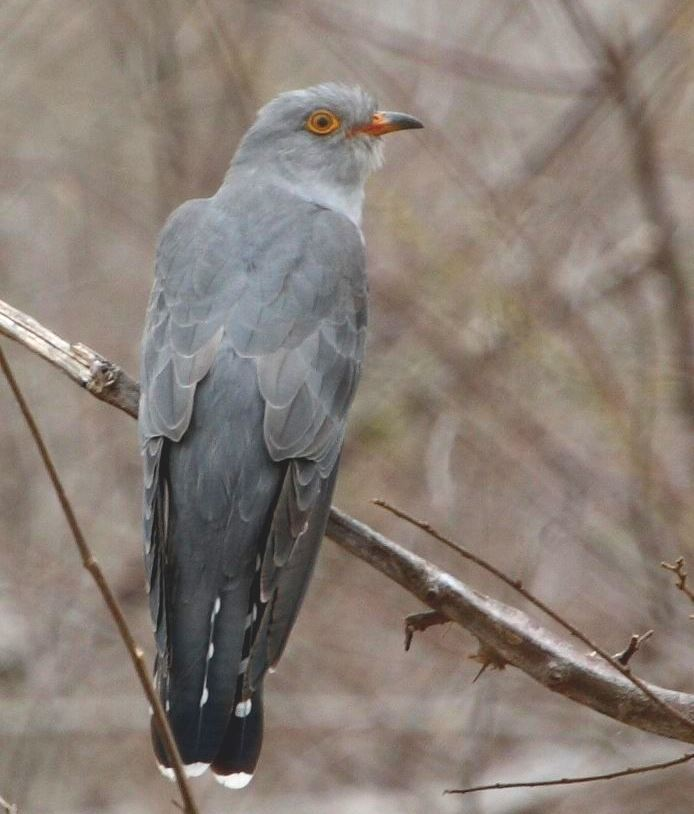
پوشش رودم مانند کوکوهای معمولی خاکستری است، به جای اینکه مایل به سیاه باشد، مانند کوکوی کوچک یا کوکوی ماداگاسکاری